# Andy Tennant

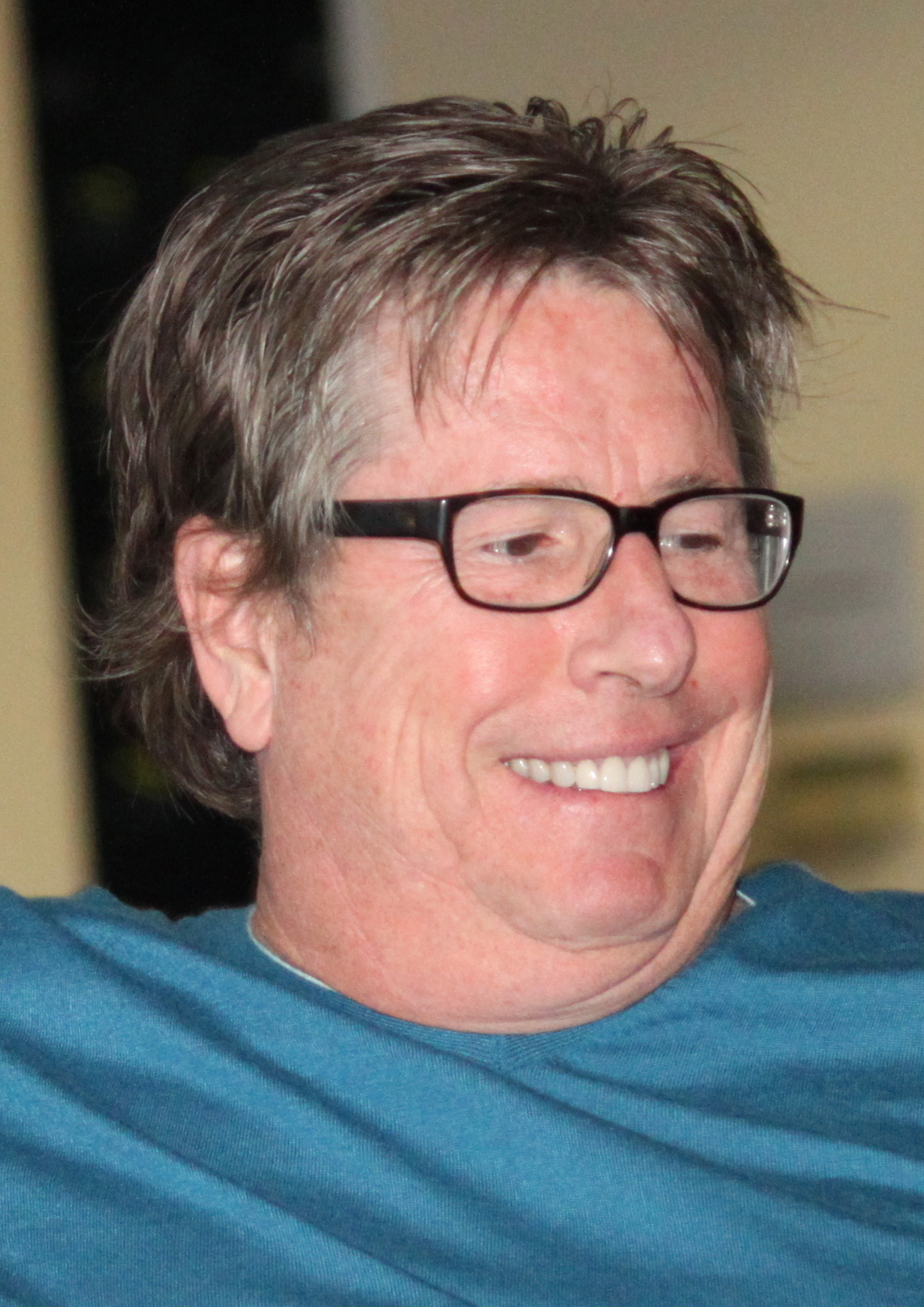
Andy Tennant (2011)

Andy Tennant (* 1955 in Chicago, Illinois) ist ein US-amerikanischer Regisseur und Drehbuchautor.

## Leben
Andy Tennant wuchs in einem Vorort von Chicago auf. Er studierte Theater unter John Houseman an der Universität von Südkalifornien. Daneben erhielt er auch noch eine Ausbildung zum Tänzer, was ihm Auftritte in verschiedenen Filmen verschaffte, unter anderem in Grease und dessen Fortsetzung.
Er schrieb Drehbücher zu Fernsehfilmen, darunter Moving Target und What She Doesn't Know und gab sein Regiedebüt in der Fernsehserie Wunderbare Jahre (1988). Es folgten Inszenierungen für Parker Lewis – Der Coole von der Schule (1990). Sein Debüt als Spielfilmregisseur gab er 1995 mit Eins und Eins macht Vier, eine Adaption von Erich Kästners Das doppelte Lottchen. Es folgten romantische Komödien wie Fools Rush In – Herz über Kopf mit Matthew Perry und Salma Hayek, sowie die Aschenputtelverfilmung Auf immer und ewig mit Drew Barrymore.
Im Jahr 1999 brachte er mit Anna und der König die Geschichte von Anna Leonowens, einer englischen Lehrerin in Thailand, auf die Leinwand. Seine Verfilmung wurde 2000 für die besten Kostüme für den Oscar nominiert. Danach drehte er die leichten Komödien Sweet Home Alabama und Hitch – Der Date Doktor, denen noch weitere Arbeiten für Film und Fernsehen folgten.

## Filmografie (Auswahl)
Als Regisseur
- 1989, 1991: Wunderbare Jahre (The Wonder Years, Fernsehserie, 2 Episoden)
- 1990: Ferris Bueller (Fernsehserie, Episode 1x08)
- 1990–1991: Parker Lewis – Der Coole von der Schule (Parker Lewis Can’t Lose, Fernsehserie, 4 Episoden)
- 1992: Keep the Change (Fernsehfilm)
- 1992: Der Preis des Lebens (Desperate Choices: To Save My Child, Fernsehfilm)
- 1993: Die Amy-Fisher-Story (The Amy Fisher Story, Fernsehfilm)
- 1993: Die Abenteuer des Brisco County jr. (The Adventures of Brisco County, Jr., Fernsehserie, 2 Episoden)
- 1995: Sliders – Das Tor in eine fremde Dimension (Sliders, Fernsehserie, Episode 1x01)
- 1995: Eins und Eins macht Vier (It Takes Two)
- 1997: Fools Rush In – Herz über Kopf (Fools Rush In)
- 1998: Auf immer und ewig (Ever After: A Cinderella Story)
- 1999: Anna und der König (Anna and the King)
- 2002: The American Embassy (Fernsehserie, Episode 1x01)
- 2002: Sweet Home Alabama – Liebe auf Umwegen (Sweet Home Alabama)
- 2005: Hitch – Der Date Doktor (Hitch)
- 2008: Ein Schatz zum Verlieben (Fool’s Gold)
- 2010: Der Kautions-Cop (The Bounty Hunter)
- 2013: Betas (Fernsehserie, Episode 1x06)
- 2016: Wild Oats
- 2018–2021: The Kominsky Method (Fernsehserie, 11 Episoden)
- 2020: The Secret –  Traue dich zu träumen (The Secret: Dare to Dream)
- 2023: Bookie (Bookie, Fernsehserie, 5 Episoden)
- 2024: Unit 234

Als Drehbuchautor
- 1988: Moving Target (Fernsehfilm)
- 1990: Ferris Bueller (Fernsehserie, Episode 1x10)
- 1992: Im Netz des Syndikats (What She Doesn’t Know, Fernsehfilm)
- 1998: Auf immer und ewig (Ever After: A Cinderella Story)
- 2008: Ein Schatz zum Verlieben (Fool’s Gold)
- 2020: The Secret –  Traue dich zu träumen (The Secret: Dare to Dream)